# Horace Bailey
Horace Peter Bailey (Derby, 3 luglio 1881 – Biggleswade, 1º agosto 1960) è stato un calciatore inglese, di ruolo portiere.

## Biografia
Era figlio di Peter Bailey, un fabbro della città di Derby; da ragazzo studiò alla St James' Church Boys School. Per alcuni anni lavorò come impiegato delle ferrovie Midland Railway, giocando a calcio a livello amatoriale.

## Carriera

### Club
Dopo diversi anni passati a giocare a livello amatoriale, nel 1907 passa al Leicester City, con cui conquista la prima promozione in First Division della storia della società. L'anno seguente in seguito alla retrocessione della sua squadra torna a giocare a livello amatoriale nei Northern Nomads, per poi riprendere la sua carriera come professionista con le maglie di Derby County, Stoke City e Birmingham, ritirandosi nel 1912.

### Nazionale
Ha partecipato al 4º Torneo olimpico di calcio, nel quale ha vinto una medaglia d'oro giocando in tutte e tre le partite del torneo. È stato inoltre campione olimpico  anche al 5º Torneo olimpico di calcio del 1912 svoltosi a Stoccolma, nel quale ha vinto l'oro con il Regno Unito pur senza mai scendere in campo. Tra il 16 marzo ed il 13 giugno 1908 ha inoltre giocato 5 partite con la Nazionale inglese.

## Statistiche

### Cronologia presenze e reti in nazionale
| Cronologia completa delle presenze e delle reti in nazionale ― Inghilterra | Cronologia completa delle presenze e delle reti in nazionale ― Inghilterra | Cronologia completa delle presenze e delle reti in nazionale ― Inghilterra | Cronologia completa delle presenze e delle reti in nazionale ― Inghilterra | Cronologia completa delle presenze e delle reti in nazionale ― Inghilterra | Cronologia completa delle presenze e delle reti in nazionale ― Inghilterra | Cronologia completa delle presenze e delle reti in nazionale ― Inghilterra | Cronologia completa delle presenze e delle reti in nazionale ― Inghilterra |
| Data                                                                       | Città                                                                      | In casa                                                                    | Risultato                                                                  | Ospiti                                                                     | Competizione                                                               | Reti                                                                       | Note                                                                       |
| -------------------------------------------------------------------------- | -------------------------------------------------------------------------- | -------------------------------------------------------------------------- | -------------------------------------------------------------------------- | -------------------------------------------------------------------------- | -------------------------------------------------------------------------- | -------------------------------------------------------------------------- | -------------------------------------------------------------------------- |
| 16-3-1908                                                                  | Wrexham                                                                    | Galles                                                                     | 1 – 7                                                                      | Inghilterra                                                                | Torneo Interbritannico 1908                                                | -1                                                                         |                                                                            |
| 6-6-1908                                                                   | Vienna                                                                     | Austria                                                                    | 1 – 6                                                                      | Inghilterra                                                                | Amichevole                                                                 | -1                                                                         |                                                                            |
| 8-6-1908                                                                   | Vienna                                                                     | Austria                                                                    | 1 – 11                                                                     | Inghilterra                                                                | Amichevole                                                                 | -1                                                                         |                                                                            |
| 10-6-1908                                                                  | Budapest                                                                   | Ungheria                                                                   | 0 – 7                                                                      | Inghilterra                                                                | Amichevole                                                                 | -                                                                          |                                                                            |
| 13-6-1908                                                                  | Praga                                                                      | Boemia                                                                     | 0 – 4                                                                      | Inghilterra                                                                | Amichevole                                                                 | -                                                                          |                                                                            |
| Totale                                                                     |                                                                            | Presenze                                                                   | 5                                                                          |                                                                            | Reti                                                                       | -3                                                                         |                                                                            |

## Palmarès

### Club

#### Competizioni nazionali
- Southern Football League Division Two: 1

Stoke City: 1909-1910

### Nazionale
- Oro olimpico: 2

Londra 1908, Stoccolma 1912